# Tor qiaojiensis
Tor qiaojiensis är en fiskart som beskrevs av Wu, 1977. Tor qiaojiensis ingår i släktet Tor och familjen karpfiskar. Inga underarter finns listade i Catalogue of Life.